# وزارة الخارجية (فيتنام)
وزارة الخارجية الفيتنامية هي مؤسسة حكومية مركزية مكلفة بقيادة الشؤون الخارجية لفيتنام. وزير الخارجية الحالي هو بوي ثانه سين.

## منظمة

### الوحدات الوزارية
- قسم شؤون الآسيان
- إدارة شؤون جنوب شرق آسيا - جنوب آسيا - جنوب المحيط الهادئ
- قسم شؤون شمال شرق آسيا
- قسم الشؤون الأوروبية
- وزارة الشؤون الأمريكية
- قسم شؤون غرب آسيا - أفريقيا
- قسم تخطيط السياسات
- قسم المنظمات الدولية
- قسم القانون والمعاهدة الدولية
- قسم التعاون الاقتصادي متعدد الأطراف
- دائرة الشؤون الاقتصادية العامة
- قسم الثقافة الخارجية واليونسكو
- دائرة الصحافة والإعلام
- قسم التنظيم والموظفين
- مكتب الوزارة
- مفتشية الوزارة
- مكتب أمن المعلومات
- مكتب الشؤون القنصلية
- مكتب بروتوكول الدولة
- مكتب الإدارة والمالية
- مكتب خدمات السلك الدبلوماسي
- لجنة الفيتناميين في الخارج
- لجنة الحدود الوطنية
- خدمة الاستخبارات والتحليل

### الوحدات الإدارية
- إدارة مدينة هو تشي مينه للشؤون الخارجية
- الأكاديمية الدبلوماسية في فيتنام
- مركز الصحافة الأجنبية
- المركز الوطني للترجمة التحريرية والشفوية
- مركز المعلومات
- جريدة فيتنام والعالم
- البعثات الدائمة لفيتنام لدى الأمم المتحدة والمنظمات الدولية
- السفارات الفيتنامية
- القنصلية العامة والقنصليات الفيتنامية

## روابط خارجية
- الموقع الرسمي للخارجية الفيتنامية باللغة الإنجليزية